# David Prowse
David Charles Prowse, MBE, (sinh ngày 1 tháng 7 năm 1935 - mất ngày 28 tháng 11 năm 2020) là một lực sĩ thể hình, cử tạ và diễn viên người Anh Quốc. Ông được biết đến với vai Darth Vader trong ba phần ra mắt đầu tiên của loạt phim Star Wars (lồng tiếng do James Earl Jones đảm nhận).

## Danh sách phim
```
       ===Điện ảnh===
```

Star Wars Episode 5: The Empire Strikes Back. 
Star Wars Episode 6: The Return Of The Jedi. 